# Tel Jokne’am
Tel Jokne’am (hebr. תל יקנעם) – wzgórze typu tell w Dolnej Galilei, w północnym Izraelu. Wznosi się na wysokość 121 m n.p.m. Na wzgórzu znajduje się stanowisko archeologiczne obejmujące pozostałości biblijnego miasta Jokne’am. W jego sąsiedztwie znajduje się miasto Jokne’am i moszawa Jokne’am.

## Geografia
Wzgórze Jokne’am jest położona u wylotu Wadi Milk w północno-zachodniej części Doliny Jezreel, na północy Izraela. Z położonych na zachodzie wzgórz Wyżyny Manassesa spływa tędy strumień Jokne’am, który wpada do rzeki Kiszon. Na północno-zachodniej stronie Wadi Milk wznoszą się zbocza zalesionych wzgórz masywu Góry Karmel (dochodzą w tym rejonie do wysokości 474 m n.p.m.). Natomiast po stronie wschodniej rozciągają się pola uprawne Doliny Jezreel, która w kierunku północnym przechodzi w Dolinę Zewulun.
W otoczeniu wzgórza znajdują się miasto Jokne’am i moszawa Jokne’am.

## Historia
Tell był przedmiotem badań archeologicznych, które ujawniły ponad 20 kolejnych warstw. Najstarsze udokumentowane szczątki osady pochodzą z wczesnej epoki brązu (lata 3500–2000 p.n.e.). Jednak liczba odkrytych artefaktów jest tak niewielka, że badacze nie mogli określić zbyt wielu historycznych faktów z przeszłości miasta. Wiadomo, że na kopcu istniała osada otoczona murami obronnymi z wieżami. Badacze twierdzą, że miejsce to posiadało idealne warunki do powstania osady. Sąsiedztwo strumieni dawało łatwy dostęp do wody, okoliczne lasy dawały surowiec drewna, natomiast wapienne wzgórza udostępniały materiał i narzędzia budowlane. Żyzne grunty umożliwiły rozwój upraw rolniczych i hodowlę zwierząt, a obecność gliny w błotnistej ziemi spowodowała rozwój ceramiki. Korzystnym okazało się także położenie przy szlaku handlowym Via Maris łączącym Afrykę Północną z krajami Lewantu na północy. Warstwy z późnej epoki brązu (lata 1600–1200 p.n.e.) wskazują, że miasto zostało spalone. Osada jest pierwszy raz wzmiankowana w XV wieku p.n.e. na liście 119 miast (pod nazwą Anknam) podbitych przez egipskiego faraona Totmesa III po zwycięskiej dla niego bitwie pod Megiddo. W owym czasie było to ufortyfikowane miasto. Czerpało ono zyski ze szlaku kupieckiego soli, który z rejonu Atlit na wybrzeżu Morza Śródziemnego prowadził przez Wadi Milk do Damaszku. Później Jokne’am jest wymieniane w Biblii jako miasto podbite przez Żydów prawdopodobnie w drugiej połowie XIII wieku p.n.e. Odkrycia archeologiczne wskazują, że na początku epoki żelaza miasto zostało zniszczone przez duży pożar (warstwa spalenizny ma grubość jednego metra). Kolejne warstwy ukazują odbudowę miasta, które prawdopodobnie zostało ufortyfikowane. Było to wówczas miasto lewickie położone na ziemiach żydowskiego pokolenia Zabulona. Z tego okresu pochodzą odkryte pozostałości budynku wykorzystywanego do produkcji oleju oliwkowego. Warstwa ta jest również zakończona dużym pożarem, który jest przypisywany na okres panowania izraelskiego króla Dawida (ok. 1010–970 p.n.e.). Następnie na wzgórzu istniała niewielka osada o charakterze rolniczym, która początkowo nie była ufortyfikowana. Około IX wieku p.n.e. wybudowano mury obronne i wodociągi miejskie. Miasto zostało zniszczone w 732 roku p.n.e. podczas wojny syro-efraimskiej, w wyniku najazdu asyryjskiego króla Tiglat-Pilesera III. Nigdy już nie odzyskało swojej dawnej świetności. W okresie panowania rzymskiego miasto było nazywane Cimona. Gdy w 637 roku Palestyna przeszła pod panowanie arabskie istniała tutaj już tylko niewielka wioska Kira. W okresie panowania krzyżowców była ona nazywana Kain Mons. Wynikało to z legendy, według której w miejscu tym Kain zamordował Abla. W XII wieku istniał tu niewielki zamek obronny z kościołem krzyżowców. W XVIII wieku władca Zahir al-Umar wybudował na wzgórzu twierdzę, której pozostałości można oglądać obecnie.
W latach 1977–1989 na wzgórzu były prowadzone wykopaliska archeologiczne. Przeprowadził je Uniwersytet Hebrajski pod kierunkiem profesora Amnona Ben Tora. Odkryto mury miejskie z unikalnymi podwójnymi ścianami z okresu Królestwa Izraela, oraz liczne artefakty z późniejszych czasów.

## Turystyka
Wzgórze jest popularnym miejscem wycieczek turystycznych. Znajduje się tutaj stanowisko archeologiczne, a ze szczytu wzgórza rozciąga się panorama na całą okolicę.

## Transport
U podnóża wzgórza krzyżują się droga ekspresowa nr 70 z drogą nr 66 i drogą nr 722.